# Kantishna Roadhouse
Pour l’article homonyme, voir Kantishna.
La Kantishna Roadhouse est un relais routier américain situé à Kantishna, dans le borough de Denali, en Alaska. Protégée au sein des parc national et réserve du Denali, elle est inscrite au Registre national des lieux historiques depuis le 14 août 2018.